# Niambézaaria
Niambézaaria  è una città e sottoprefettura della Costa d'Avorio appartenente al dipartimento di Lakota. Conta una popolazione di 61 253 abitanti (censimento 2014).